# Rhadinorhynchus pristis
Rhadinorhynchus pristis är en hakmaskart som först beskrevs av Rudolphi 1802.  Rhadinorhynchus pristis ingår i släktet Rhadinorhynchus och familjen Rhadinorhynchidae. Inga underarter finns listade i Catalogue of Life.